# 鼻喉亲缘性
鼻喉亲缘性指喉音和鼻音化间的联系。这一概念由詹姆斯·马提索夫在1975年提出。:265–287:44–62
咽化和鼻化的产生在声学上有联系，可从反共振峰和时频谱中看出。这是因为两个音都有相离的共振：发鼻音时，口腔和鼻音均共振；发喉音时，会厌以下的空间和口腔发生共振。
虽然奉语中没有成音位的鼻化元音，但/h/后的元音还是会发生强烈的鼻化。相似的现象出现在皮拉罕语中，/h/和/ʔ/后元音会鼻化。美式英语中存在这种音变，比如肯尼迪将哈佛大学读作[hɑ̃ːvəd]。:61–62
鼻喉亲缘性在古拉盖语群伊诺尔语的历时变化中能明显观察到。伊诺尔语有鼻化元音，这对古拉盖语言来说很不寻常。许多时候，鼻化元音出现在历史上曾是喉音或咽音的位置。鼻喉亲缘性在古拉盖语外也能观察到。:13–24相似的过程还发生于爱尔兰语、:109–132巴斯克语、:635–663中北部黎语和纽勒语，班图语*p变成/ŋ/，而不是像其他卢希亚语那样变成/h/。
阿维斯陀语也展现出鼻喉亲缘性的影响：原始印度-伊朗语*s一般在阿维斯陀语中对应h，但在a/ā和r、i̯、u̯或a/ā间时却是软腭鼻音。例子有aŋra“邪恶”(梵语asra)、aŋhat̰“他可能是”(梵语ásat)和vaŋ́hō“更好”(梵语vasyas)。:36–37
鼻喉亲缘性也可能出现在咽音上，不是声门音独有。例如，科伊科伊语xárà“狐獴”和科威语xánà“缟獴”(鼻音和非鼻化搭嘴音也体现出类似的对应)间的对应可能就是原始科伊语中的元音咽化。